# Seyssinet-Pariset
Seyssinet-Pariset és un municipi francès situat al departament de la Isèra i a la regió d'Alvèrnia-Roine-Alps. L'any 2007 tenia 12.582 habitants.

## Demografia

### Població
El 2007 la població de fet de Seyssinet-Pariset era de 12.582 persones. Hi havia 5.093 famílies de les quals 1.492 eren unipersonals (597 homes vivint sols i 895 dones vivint soles), 1.468 parelles sense fills, 1.667 parelles amb fills i 466 famílies monoparentals amb fills.
La població ha evolucionat segons el següent gràfic:
Habitants censats

### Habitatges
El 2007 hi havia 5.552 habitatges, 5.251 eren l'habitatge principal de la família, 34 eren segones residències i 267 estaven desocupats. 1.240 eren cases i 4.272 eren apartaments. Dels 5.251 habitatges principals, 3.517 estaven ocupats pels seus propietaris, 1.608 estaven llogats i ocupats pels llogaters i 126 estaven cedits a títol gratuït; 168 tenien una cambra, 446 en tenien dues, 1.291 en tenien tres, 2.070 en tenien quatre i 1.276 en tenien cinc o més. 2.893 habitatges disposaven pel capbaix d'una plaça de pàrquing. A 2.686 habitatges hi havia un automòbil i a 2.048 n'hi havia dos o més.

### Piràmide de població
La piràmide de població per edats i sexe el 2009 era:
| Homes | Edats   | Dones |
| ----- | ------- | ----- |
| 0     | 95 o +  | 4     |
| 16    | 90 a 94 | 12    |
| 44    | 85 a 89 | 88    |
| 60    | 80 a 84 | 64    |
| 160   | 75 a 79 | 220   |
| 168   | 70 a 74 | 312   |
| 216   | 65 a 69 | 184   |
| 288   | 60 a 64 | 292   |
| 356   | 55 a 59 | 308   |
| 436   | 50 a 54 | 552   |
| 468   | 45 a 49 | 504   |
| 432   | 40 a 44 | 464   |
| 536   | 35 a 39 | 568   |
| 604   | 30 a 34 | 476   |
| 601   | 25 a 29 | 512   |
| 426   | 20 a 24 | 420   |
| 444   | 15 a 19 | 437   |
| 448   | 10 a 14 | 424   |
| 392   | 5 a 9   | 400   |
| 440   | 0 a 4   | 352   |

## Economia
El 2007 la població en edat de treballar era de 8.553 persones, 6.360 eren actives i 2.193 eren inactives. De les 6.360 persones actives 5.874 estaven ocupades (3.048 homes i 2.826 dones) i 485 estaven aturades (209 homes i 276 dones). De les 2.193 persones inactives 681 estaven jubilades, 879 estaven estudiant i 633 estaven classificades com a «altres inactius».

### Ingressos
El 2009 a Seyssinet-Pariset hi havia 5.178 unitats fiscals que integraven 12.099,5 persones, la mediana anual d'ingressos fiscals per persona era de 20.642 €.

### Activitats econòmiques
Dels 666 establiments que hi havia el 2007, 12 eren d'empreses extractives, 10 d'empreses alimentàries, 8 d'empreses de fabricació de material elèctric, 33 d'empreses de fabricació d'altres productes industrials, 85 d'empreses de construcció, 109 d'empreses de comerç i reparació d'automòbils, 15 d'empreses de transport, 24 d'empreses d'hostatgeria i restauració, 35 d'empreses d'informació i comunicació, 35 d'empreses financeres, 25 d'empreses immobiliàries, 140 d'empreses de serveis, 99 d'entitats de l'administració pública i 36 d'empreses classificades com a «altres activitats de serveis».
Dels 145 establiments de servei als particulars que hi havia el 2009, 1 era una gendarmeria, 1 oficina de correu, 8 oficines bancàries, 13 tallers de reparació d'automòbils i de material agrícola, 1 taller d'inspecció tècnica de vehicles, 1 establiment de lloguer de cotxes, 3 autoescoles, 4 paletes, 16 guixaires pintors, 19 fusteries, 11 lampisteries, 18 electricistes, 1 empresa de construcció, 13 perruqueries, 1 veterinari, 2 agències de treball temporal, 16 restaurants, 10 agències immobiliàries, 1 tintoreria i 5 salons de bellesa.
Dels 21 establiments comercials que hi havia el 2009, 1 era un supermercat, 1 una botiga de menys de 120 m², 7 fleques, 2 carnisseries, 1 una botiga de congelats, 3 llibreries, 2 botigues de roba, 2 botigues de material esportiu i 2 floristeries.
L'any 2000 a Seyssinet-Pariset hi havia 5 explotacions agrícoles.

## Equipaments sanitaris i escolars
Els 5 equipaments sanitaris que hi havia el 2009 eren farmàcies.
El 2009 hi havia 4 escoles maternals i 4 escoles elementals. A Seyssinet-Pariset hi havia 1 col·legi d'educació secundària i 1 liceu d'ensenyament general. Als col·legis d'educació secundària hi havia 483 alumnes i als liceus d'ensenyament general 1.156.
Seyssinet-Pariset disposava d'un centre de formació no universitària superior.

## Poblacions més properes
El següent diagrama mostra les poblacions més properes.